# Допсин
45°27′ пн. ш. 18°33′ сх. д. / 45.45° пн. ш. 18.55° сх. д.
Допсин (хорв. Dopsin) — населений пункт у Хорватії, в Осієцько-Баранській жупанії у складі громади Владиславці.

## Населення
Населення за даними перепису 2011 року становило 482 осіб.
Динаміка чисельності населення поселення:

## Клімат
Середня річна температура становить 11,08 °C, середня максимальна – 25,61 °C, а середня мінімальна – -6,24 °C. Середня річна кількість опадів – 670 мм.
| Клімат поселення                              | Клімат поселення | Клімат поселення | Клімат поселення | Клімат поселення | Клімат поселення | Клімат поселення | Клімат поселення | Клімат поселення | Клімат поселення | Клімат поселення | Клімат поселення | Клімат поселення | Клімат поселення |
| Показник                                      | Січ.             | Лют.             | Бер.             | Квіт.            | Трав.            | Черв.            | Лип.             | Серп.            | Вер.             | Жовт.            | Лист.            | Груд.            |                  |
| Середній максимум, °C                         | 5,80             | 8,06             | 12,70            | 17,30            | 22,54            | 25,61            | 25,43            | 25,10            | 21,07            | 15,59            | 9,58             | 5,67             |                  |
| Середня температура, °C                       | −0,2             | 2,00             | 6,68             | 11,28            | 16,52            | 19,60            | 21,20            | 20,90            | 16,85            | 11,39            | 5,32             | 1,40             |                  |
| Середній мінімум, °C                          | −6,24            | −4               | 0,63             | 5,23             | 10,50            | 13,59            | 17,00            | 16,70            | 12,62            | 7,18             | 1,11             | −2,8             |                  |
| Норма опадів, мм                              | 43               | 39               | 41               | 52               | 61               | 84               | 64               | 62               | 51               | 57               | 64               | 52               |                  |
| Середньомісячна швидкість вітру, м/с          | 2.26             | 2.50             | 2.80             | 2.70             | 2.40             | 2.20             | 2.18             | 2.00             | 1.98             | 2.10             | 2.20             | 2.30             |                  |
| Середньомісячна сонячна радіація, кДж/м²·день | 4278             | 6923             | 10945            | 15483            | 19407            | 21518            | 22286            | 20378            | 14945            | 9441             | 4801             | 3548             |                  |
| --------------------------------------------- | ---------------- | ---------------- | ---------------- | ---------------- | ---------------- | ---------------- | ---------------- | ---------------- | ---------------- | ---------------- | ---------------- | ---------------- | ---------------- |
| Джерело:                                      |                  |                  |                  |                  |                  |                  |                  |                  |                  |                  |                  |                  |                  |